# Опівночі в Парижі
«Опівночі в Парижі» (англ. — Midnight in Paris) — американський художній фільм Вуді Аллена, романтична мелодрама-фантазія, прем'єра якої відбулася на 64 Каннському кінофестивалі 11 травня 2011 року. Головні ролі грають Рейчел Мак-Адамс та Оуен Вілсон. Фільм досліджує теми ностальгії, модернізму та екзистенціалізму.
«Опівночі в Парижі» — історія письменника Гіла (Оуен Вілсон), який разом з нареченою Інес (Рейчел Мак-Адамс) приїжджає до Парижа відвідати місця, де в 1920-і роки жили й творили його кумири — Скотт Фіцджеральд і Ернест Гемінґвей. Якось уночі він сідає в старовинний автомобіль і опиняється в Парижі минулого, де знайомиться з письменниками, художниками та музикантами епохи, яка здається йому золотою. Поступово нічні подорожі в минуле стають головним переживанням у його житті. Також у стрічці грають Курт Фуллер, Карла Бруні, Кеті Бейтс, Маріон Котіяр, Едрієн Броуді.

## Сюжет
Молодий сценарист Гіл Пендер приїжджає до Парижа з нареченою та її батьками — дуже багатими й прагматичними. Вони не поділяють його романтичного ставлення до Парижа, не цінують мистецтво, не люблять французьку мову. Гіл навіть розглядає можливість переїзду у столицю Франції для натхнення, Інес тим часом має намір жити в Малібу. Для героя чужі міщанські радості, він пише роман про ностальгію, про магазин старих речей, які для їхніх господарів були буденними, але для нащадків стають символами колишніх, кращих днів.
Під час нічної прогулянки Гіл потрапляє до часової діри й опиняється в Парижі 20-х років минулого століття, в оточенні знакових фігур — Фіцджеральда, Гемінґвея, Бунюеля, Далі, Ґертруди Стайн. Оговтавшись від шоку, герой починає жити подвійним життям, дні проводячи з нудною нареченою, а ночі — в оточенні своїх кумирів, у час, який здається йому золотим століттям мистецтва. Там він закохується в подругу Пікассо Адріану (Маріон Котіяр) і зізнається їй у своїх почуттях. В одну з ночей до них під'їжджає карета і везе просто до компанії Тулуз-Лотрека, Гогена і Деґа (які своєю чергою вважають своє покоління порожнім і мріють працювати з Тіціаном).
Зрештою Гіл розуміє, що тяга до минулого є не що інше, як втеча від сьогодення, в якому не можеш знайти собі місця. Він вважає, що, попри привабливість і ностальгію, краще прийняти світ справжнім, яким він є. Адріана своєю чергою вирішує залишитися в минулому.
Гіл повертається до сьогодення, де Інес зізнається, що має зв'язок з іншим. Герой розлучається з дружиною і вирішує залишитися в Парижі.
Стрічка передає атмосферу Парижа. Перші декілька хвилин називають «відео-тур» столицею. Тут фігурують Дзеркальна зала Версалю, сад Моне, музей Родена, музей Оранжері, гора святої Женев'єви, сквер біля собору Нотр-Дам, ресторани Парижа.
Плакат фільму нагадує про картину «Зоряна ніч» (1889) Вінсента ван Гога.

## Актори
Представляючи фільм на Каннському кінофестивалі, Вуді Аллен зазначив, що, попри об'єднуючу його і головного героя любов до Гемінґвея, Пікассо, Ґертруди Стайн та інших культових персонажів 20-х, головний герой фільму — його антипод. «Я нервова людина з Нью-Йорка, а він блондин і атлет із Західного узбережжя, дуже розслаблений», — уточнив Аллен.
Аллен дуже позитивно оцінив гру Оуена Вілсона. Режисер підкреслює, що актор зміг показати багатство характеру героя. Актор Вілсон повністю змінив амплуа, поставши перед глядачем в ролі туриста-романтика.
Аллен так само високо висловлюється про Рейчел Мак-Адамс у ролі Інес: «Рейчел все схоплює з півслова. Вона може бути смішною тоді, коли це потрібно, і серйозною, коли потрібно бути серйозною. Вона неймовірно реалістична, вона ніколи не переграє, і на екрані вона жива».
Роль Адріани, модного дизайнера і музи багатьох творчих людей, яка звернула свою увагу на Гіла, ідеально підійшла Маріон Котіяр, яка вже отримала Оскара за роль Едіт Піаф.
У короткому епізоді з'являється і Карла Бруні, перша леді Франції. Аллен запропонував Бруні роль майже відразу ж, під час сніданку з Бруні та її чоловіком Ніколя Саркозі, президентом Франції. Вона видалася Аллену настільки чарівною, що він вирішив ризикнути.

## Прем'єра
Фільм дебютував у Каннах 11 травня 2011 року, де він відкрив фестиваль.
Спершу стрічку показали журналістам та провели пресконференцію зі знімальною групою. Потім влаштували офіційну прем'єру. Перша леді Франції так і не з'явилась на відкритті Каннського фестивалю. Вона відмовилась через особисті причини, які пов'язують з вагітністю.
Обмежене відкриття відбулось в шести театрах 20 травня. «Опівночі в Парижі» зібрав $ 595 003 за перший уїк-енд.
10 вересня 2011 року фільм вже зібрав $ 53,115,883 на внутрішньому ринку Північної Америки.
В Україні прем'єра відбулась 6 жовтня 2013 року, в кінотеатрах демонструвався російською мовою з українськими субтитрами.
Українською мовою фільм озвучено студією «Омікрон» на замовлення сайту Hurtom в рамках проєкту «Хочеш кіно українською? Замовляй!».
Також 28 лютого 2014 р. відбулася прем'єра на українському телебаченні. У програмі «Підпільна імперія на телеканалі 1+1».
Свій варіант озвучення зробила компанія Воля, яка весною 2018 року транслювався фільм (телеканал Воля Cine+).

## Критика
Критики назвали фільм простим, а ідею поверховою. Але при цьому вони зазначали, що дорога простоти — найвишуканіший жанр, що так цінується в речах і у світі моди, і якого майже не буває в сучасному мистецтві. «Опівночі в Парижі» — це зовсім не французьке кіно, це погляд закоханого в Париж американця. І цей погляд ближчий, ніж погляд парижанина.
Взагалі, стрічка отримала визнання. Rotten Tomatoes повідомляє, що 93 % критиків дали фільму позитивну оцінку на основі 149 відгуків. Серед топкритиків він отримав 95 % хороших відгуків з середньою оцінкою 8,2. «Аллен не може похвалитись глибиною класичних фільмів, але солодко-сентиментальна стрічка „Опівночі в Парижі“ достатньо смішна і чарівна, щоб задовольнити прихильників режисера». Сайт Metacritic дав стрічці 81 зі 100 балів, вказуючи на загальне визнання.
Багато критиків, у тому числі A.O. Скотт з New York Times, прокоментував успіхи Оуена Вілсона. Скот стверджує, що фільм дивно романтичний і поєднує «фантазії й мудрість».
Роджер Еберт дав фільму три з половиною зірки з чотирьох. «Це сорок перший фільм Вуді Аллена. Він пише свої фільми сам, створює їх з розумом і грацією. Я вважаю його кіно скарбом. Деякі люди приймають його як належне, хоча „Опівночі в Парижі“ зачарувала навіть змучених ветеранів показів у Каннах».
Американський кінокритик Річард Ропер назвав фільм чудовим і одним з найкращих романтичних комедій за останні роки, заявивши, що це любовний лист до Парижа.
«Опівночі в Парижі» зазвичай порівнюють з однією з ранніх робіт Вуді Аллена, «Пурпурова троянда Каїра», зокрема, через фантастичні елементи й відсутність пояснень, як саме Гіл Пендер подорожує в часі. Девід Едельштейн з нью-йоркського журналу, дав високу оцінку такому підходу, заявивши, що він усуває «наукову фантастичність, яка має тенденцію поглинати так багато екранного часу у фільмах про подорожі в часі».
З усім тим, Пітер Бредшоу з The Guardian дав фільму 3 з 5 зірок. Він описав його як «розважальний, легкий, дрібний самоплагіат». Далі він додав, що це "романтична пригода фантазії в порівнянні з ідеями молодого Вуді Аллена, такими як фільм 1985 року «Пурпурна троянда Каїра», який набагато перевершує «„Опівночі в Парижі“».

## Нагороди
- 2011 Премія «Оскар» за найкращий оригінальний сценарій (Вуді Аллен)
- 2011 Кінопремія «Вибір критиків» (Critics' Choice Movie Award for Best Screenplay)
- 2011 Золотий глобус Золотий глобус за найкращий сценарій
- 2012 Премія Гільдії сценаристів США Найкращий оригінальний сценарій
- 2013 Нагорода Греммі Grammy Award for Best Compilation Soundtrack for Visual Media